# Iván Bulos
Iván Bulos Guerrero (Lima, 20 de mayo de 1993) es un exfutbolista y actual entrenador peruano. Se desempeñó como centrodelantero y su último equipo fue el Carlos Stein. Su carrera profesional inició en Sporting Cristal en 2011, y al año siguiente fue fichado por el Standard Lieja de Bélgica. Sin embargo, fue cedido al Sint-Truidense, donde las lesiones comenzaron a marcar su trayectoria. Una fractura en una vértebra de la espalda lo obligó a un largo período de recuperación, lo que lo llevó a regresar al Perú en 2013.
En su retorno al país, Bulos fue cedido a Universitario de Deportes, pero debido a su lesión nunca pudo debutar con el equipo principal. Tras una prolongada recuperación, regresó a Bélgica para reincorporarse al Sint-Truidense, aunque finalmente en 2015 fichó por el Deportivo Municipal de la Primera División del Perú, donde destacó con sus goles. Posteriormente, en 2019, dio el salto a la Primeira Liga de Portugal al firmar con el Boavista.
En 2020, su carrera se vio nuevamente afectada por lesiones, esta vez en la rodilla, lo que lo llevó a rescindir contrato con Sport Boys. Poco después, fue anunciado como refuerzo de F.C. Carlos Stein, pero las constantes complicaciones físicas no le permitieron mantenerse en competencia. Finalmente, el 15 de abril de 2021, anunció su retiro del fútbol profesional a los 27 años debido a las recurrentes lesiones en la rodilla.

## Trayectoria

### Inicios
Bulos empezó su carrera como futbolista en la Academia Tito Drago entre los años 2005 a 2008. Luego pasó a las divisiones menores del Club de Regatas Lima, fue premiado en el año 2010 como el mejor delantero de los torneos de menores en Perú. Máximo goleador de su categoría en el año 2010 en el torneo más competitivo del fútbol de menores en Perú. Debido a sus buenas actuaciones como goleador varios equipos peruanos se interesaron en él, a mediados del año 2010 cuando tenía 17 años estuvo muy cerca de firmar un contrato con Alianza Lima, equipo con el cual tenía todo arreglado para llevarlo a sus filas, pero finalmente no se dio; en el 2011, fue premiado como el goleador de la Copa Play Off escolar cuando todavía vestía la camiseta del Regatas Lima. Fue Sporting Cristal quien lo fichó en el 2011, fue convencido por Juan Carlos Oblitas.

### Sporting Cristal
Iván Bulos se integró al equipo de Reservas de Sporting Cristal en el 2011, pero nunca fue la primera opción de Francisco el ‘Churre’ Melgar, entrenador del equipo en ese momento.
Hizo su debut oficial en primera división el 30 de julio de 2011 en la derrota por 2-1 ante el Foot Ball Club Melgar. Ingresó en el minuto 88 en sustitución de Tarek Carranza. Para la temporada 2012 Bulos jugó solo dos partidos con el primer equipo, el primero ante José Gálvez FBC ingresó en el minuto 65 por Luis Advíncula en la victoria de 4-0; el segundo partido  
En Cristal hubo un grupo de dirigentes que no confiaban en las condiciones de Bulos. Consideraban que no iba a llegar a ser un delantero importante. Le tuvieron poca paciencia, por ese motivo el club rimense, lo transfiere al delantero por 160 mil dólares (cifra extraoficial) al Standard Lieja de Bélgica.

### Sint-Truidense
En 2012 fue fichado por el Standard Lieja, pero fue cedido a préstamo al Sint-Truidense de la Segunda División de Bélgica. En el primer partido en la reserva de su nuevo equipo anotó tres goles, esto le dio argumentos suficientes para que el técnico del primer equipo Guido Brepoel, lo colocara como titular frente a White Star Bruxelles su equipo cayó 2-0, pero Bulos dejó buena impresión. Al día siguiente se rompió el quinto metatarsiano en el entrenamiento. Estuvo cuatro meses fuera. Pese a ello jugó el Sudamericano Sub-20 del 2013 con la  Selección peruana Sub-20.
El 20 de marzo de 2013 regresó después de cuatro meses de para por lesiones en la victoria del Sint-Truiden por 3-0 sobre el Eendracht Aalst, jugó los 90 minutos. El 21 de abril del mismo año jugó su último partido en la derrota de 2-0 ante el KVC Westerlo, ingresó en el minuto 76 en reemplazó del brasileño Edmilson Júnior. Nuevamente se lesionó, esta vez sufrió una fractura de la vértebra. Con el cuadro belga jugó siete partidos y no marcó ningún gol.

### Deportivo Municipal
El 5 de enero de 2015 fichó por el Deportivo Municipal, donde debutó en la primera fecha del Campeonato Descentralizado 2015 anotando un gol de cabeza en la victoria frente a la Universidad César Vallejo. El 18 de julio, Bulos marca su primer doblete de su carrera, Deportivo Municipal venció 2-0 al Atlético Sullana, abrió la cuenta a los 55 minutos con una tijera, tres minutos más tarde marcó el segundo en un centro a media altura que conectado de cabeza. Nuevamente, el 28 de julio volvió a marcar dos goles, esta vez su víctima fue el Ayacucho FC. Junto a Carlos Orejuela fueron los goleadores del Torneo Apertura 2015 con 9 tantos. A finales del 2015 tuvo ofertas de clubes chilenos como O'Higgins y Palestino.

### O'Higgins
El 7 de diciembre de 2015, la agencia que lo representa confirma su fichaje por O'Higgins por 3 años. Durante su estadía en el club rancagüino, tuvo un pobre rendimiento. Disputó 24 partidos y apenas anotó 3 goles pese a las oportunidades recibidas. A mediados de enero de 2017, es autorizado por O'Higgins para viajar a Europa y así encontrar un nuevo club. Estuvo a prueba entrenando en el Aalborg B. K. de Dinamarca y disputó 90 minutos de un duelo amistoso frente al Hobro IK, equipo del mismo país. Sin embargo, no pudo sellar su traspaso al club y terminó siendo prestado al Boavista Futebol Clube de la Primeira Liga de Portugal en el año 2017.

### Declive de su carrera y retiro
Luego de finalizar su préstamo llega como jugador libre a Deportivo Municipal pero sin encontrar su mejor versión, por lo que vuelve a Boavista en el 2019 y en el mismo año ficha por el Hajduk Split de Croacia. Llega a Sport Boys a inicios de 2020 pero decide no continuar en el club tras lesionarse nuevamente su rodilla. Tras estar sin equipo por buena parte de ese año, ficha por F.C. Carlos Stein el 8 de agosto y jugó en dicho club durante el resto del 2020. Pero tras sufrir una lesión más en la rodilla, el 15 de abril del 2021 decide retirarse del fútbol profesional a los 27 años.

## Selección nacional

### Selección Sub-20
Ha sido internacional con la Selección Sub-20, con la cual disputó el Campeonato Sudamericano de Fútbol Sub-20 de 2013 realizado en Argentina. El 10 de enero hizo su debut ante la Selección de fútbol sub-20 de Uruguay, encuentro que culminó 3-3. La selección peruana logró la clasificación al hexagonal final como primero del grupo B. Perú culminó en la quinta posición del hexagonal final y no logró clasificar a la Copa Mundial de Turquía, Iván Bulos llegó lesionado al torneo, en su club sufrió una lesión al quinto metatarsiano, nunca se consolidó como titular ya que por delante de él tuvo a Yordy Reyna y Jean Deza. Y arrastraba aún las molestias de las constantes paras. Bulos disputó cuatro partidos.
| Torneo                      | Sede      | Resultado | Partidos | Goles |
| --------------------------- | --------- | --------- | -------- | ----- |
| Sudamericano Sub-20 de 2013 | Argentina | 5.º lugar | 4        | 0     |

### Selección absoluta
El 27 de agosto del 2015, debido a una lesión de Paolo Guerrero y sus buenas actuaciones en el cuadro Edil le valió para ser convocado a selección peruana para los amistosos contra Estados Unidos y Colombia. El 4 de septiembre, hizo su debut oficial en la derrota ante la selección estadounidense por 2-1, ingresó al minuto 82 en reemplazó de Daniel Chávez. Cuatro días después jugó como titular en el empate 1-1 contra la selección colombiana.   

#### Partidos con la selección absoluta
| \| PJ \| Fecha \| Ciudad \| Local \| Resultado \| Visitante \| Competición \| Goles \| \| -- \| ---------- \| ---------------- \| -------------- \| --------- \| --------- \| ----------- \| ----- \| \| 1. \| 04-09-2015 \| Washington D. C. \| Estados Unidos \| 2-1 \| Perú \| Amistoso \| \| \| 2. \| 08-09-2015 \| Nueva Jersey \| Colombia \| 1-1 \| Perú \| Amistoso \| \| |            |                  |                |           |           |             |       |
| PJ | Fecha      | Ciudad           | Local          | Resultado | Visitante | Competición | Goles |
| 1. | 04-09-2015 | Washington D. C. | Estados Unidos | 2-1       | Perú      | Amistoso    |       |
| 2. | 08-09-2015 | Nueva Jersey     | Colombia       | 1-1       | Perú      | Amistoso    |       |

## Clubes
| Club                      | País     | Año         |
| ------------------------- | -------- | ----------- |
| Club de Regatas Lima      | Perú     | 2007 - 2010 |
| Sporting Cristal          | Perú     | 2011 - 2012 |
| Sint-Truidense            | Bélgica  | 2012 - 2013 |
| Universitario de Deportes | Perú     | 2013 - 2014 |
| Standard Lieja            | Bélgica  | 2014        |
| Sint-Truidense            | Bélgica  | 2014        |
| Deportivo Municipal       | Perú     | 2015        |
| O'Higgins                 | Chile    | 2016        |
| Boavista F.C. (cedido)    | Portugal | 2017 - 2018 |
| Deportivo Municipal       | Perú     | 2018 - 2019 |
| Boavista F.C.             | Portugal | 2019        |
| Hajduk Split (cedido)     | Croacia  | 2019        |
| Sport Boys (cedido)       | Perú     | 2020        |
| Carlos Stein (cedido)     | Perú     | 2020        |

## Palmarés

### Distinciones individuales
| Distinción                          | Año  |
| ----------------------------------- | ---- |
| Máximo goleador del Torneo Apertura | 2015 |